# 유미과학문화재단
유미과학문화재단은 대한민국의 법인의 하나이다. 과학 분야 석학들의 연구 성과가 아래로 흘러 초심자들과 일반 대중들의'과학하기', '과학 이해하기'가 하나의 문화가 되도록 하는 데 힘을 보태고자 설립되었다. 이를 위한 방편으로 유미과학문화상 등을 운영하고 있다.

## 설립
유미과학문화재단은 유미특허법인의 공동 대표를 지낸 김원호 씨알재단 이사장과 송만호 유미과학문화재단 이사장이 출자하여 2014년 11월 18일 설립하였다. 유미특허법인이 해마다 운영자금을 댄다. 합리적 사고나 건전한 상식이 사회에 뿌리내리고 사회 갈등의 해법을 찾는 데 도움이 되고자 재단을 만들었다고 한다.

## 연혁
- 2014. 08. 28 창립 발기인 총회
- 2014. 11. 18 (재) 유미과학문화재단 비영리 공익법인 설립 (미래창조과학부 소관)
- 2015. 01. 15 이사회
- 2015. 03. 06 제 1회 유미과학문화상 시상식
- 2015. 11. 23 제 1회 과학도서발간상 시상식
- 2016. 02. 22 빅히스토리 심포지움 개최
- 2016. 11. 12~11. 13 제 1회 융합 심포지엄 개최
- 2018. 03. 06 제 4회 유미과학문화상 시상식

## 조직
- 이사장 송만호 (유미특허법인 전 대표변리사)
- 이사 김원호 (씨알재단 이사장)
- 이사 송주현 (전 특허심판원장)
- 이사 최현식 (변리사)
- 이사 김재만 (변리사)
- 이사 오원석 (변리사)
- 이사 이용규 (변리사)
- 이사 김동균 (변리사)
- 이사 전대호 (과학전문 번역가)
- 이사 이한음 (과학번역가/저술가)
- 감사 이승우 (세무사)

## 활동
- 유미과학문화상 시상
- 우수과학도서상 시상
- 독서지도상
- 과학 강좌
- 추천 과학도서 선정